# Karel van het Reve
Karel van het Reve, né et mort à Amsterdam (19 mai 1921 – 4 mars 1999) est un écrivain, traducteur littéraire, essayiste et chroniqueur néerlandais, connu également sous le pseudonyme Henk Broekhuis. 
Marxiste engagé dans sa jeunesse, il rejette cette doctrine alors qu’il a une vingtaine d'années et en est par la suite un critique acerbe. Il enseigne la littérature russe de 1957 à 1983 à l’Université de Leyde et contribue à faire connaitre en Occident les œuvres d’Andreï Sakharov. 
Considéré comme l’un des meilleurs essayistes néerlandais de sa génération, van het Reve écrit une histoire de la littérature russe, deux romans et de nombreuses collections d’essais. Son style se distingue par sa logique pénétrante et la finesse de son sens de l’humour. Plusieurs de ses recueils  se terminent par une section « extraits », lesquels sont souvent eux-mêmes de courts essais.

## Biographie
Karel van het Reve et son frère Gerard passent leur jeunesse dans le quartier « Betondorp » (litt : village de béton) d’Amsterdam reconnu pour ses sympathies communistes. Il est le fils de Gerard J.M. van het Reve, un écrivain et journaliste, et de Janetta Jacoba Doornbusch. Il fréquente le lycée Vossius d’Amsterdam. Pendant la Deuxième Guerre mondiale, il suit les cours de civilisation slave, alors illégaux, de Bruno Becker, études qu’il poursuit après la guerre et obtient son diplôme en 1954. Il est nommé trois ans plus tard professeur de littérature slave à l’Université de Leyde, poste qu’il occupe jusqu’en 1983 lorsqu’il y est nommé professeur émérite.
Il épouse le 11 mars 1945 Jozina Israël (1920-2013), dont il a deux enfants : Jozina Janetta (1947) et David (1950). Ses relations avec son frère Gerard restent toujours tendues, Gerard parlant de Karel comme de son frère, ou demi-frère, « le savant », alors que Karel estime que son frère « mentait extrêmement bien ». Dans Avonden (litt : Les soirées) qui marqua les débuts de Gerard comme  romancier, on retrouve Karel sous les traits de Joop le frère du personnage principal. Une rupture définitive survint entre les deux hommes dans les années 1980.
Van het Reve passe les années 1967 et 1968 à Moscou comme correspondant du quotidien Het Parool. Il y fréquente les cercles de dissidents au nombre desquels se trouvent Andreï Amalrik, Pavel Litvinov et Andreï Sakharov. C’est en grande partie grâce à Reve que l’œuvre de Sakharov est connue en Occident. Avec l’historien Jan Willem Bezemer et le professeur américain Peter Reddaway, il crée en 1969 la Fondation Alexander Herzen dont le but est de publier les œuvres littéraires de dissidents russes, activité qui ne passe pas inaperçue dans la presse soviétique d’alors.

## Professeur de littérature
Quoique professeur de littérature, van het Reve se préoccupe peu de la théorie littéraire. Son point de départ est que la littérature ne peut être une « science » et qu’aucun traité si approfondi soit-il, ni aucune statistique ne permettraient jamais de distinguer les bons vers des mauvais, ni un bon roman d’un mauvais. Il attache toutefois de l’importance au travail des formalistes russes, un groupe d’écrivains qui tentent d’analyser quel effet la forme distinctive d’une œuvre littéraire produit sur le lecteur. Son rejet d’une « science littéraire » trouve son point culminant lors de la conférence Huizinga qu’il est invité à prononcer en 1978 et qu’il intitule « Literatuurwetenschap : Het raadsel der onleesbaarheid » (litt : La littérature [littéralement « la science littéraire »]: l’énigme de l’illisibilité). Son collègue, le professeur H.A. Gomperts, également de l’Université de Leyde, lui donne la réplique l’année suivante avec une conférence intitulée "Grandeur en misère van de literatuurwetenschap" (litt : Grandeur et misère de la littérature).
Les lettres slaves lui sont redevables d'avoir incité avec un rare succès ses étudiants en traduction littéraire à s'intéresser à ce sujet. Il traduit lui-même un grand nombre d’œuvres et un plus grand nombre encore avec l’aide de ses étudiants. Nombreux sont les traducteurs littéraires russes-néerlandais d’aujourd’hui qui ont étudié sous sa direction. Il a également comme étudiants des écrivains comme J.M.A. Biesheuvel et Maarten 't Hart.
Son ouvrage le plus renommé est sans doute son Geschiedenis van de Russiche literatuur (litt : Histoire de la littérature russe) publiée en 1985 qui lui vaut l’éloge des uns pour son caractère accessible et la critique des autres pour son contenu anecdotique.

## Essais

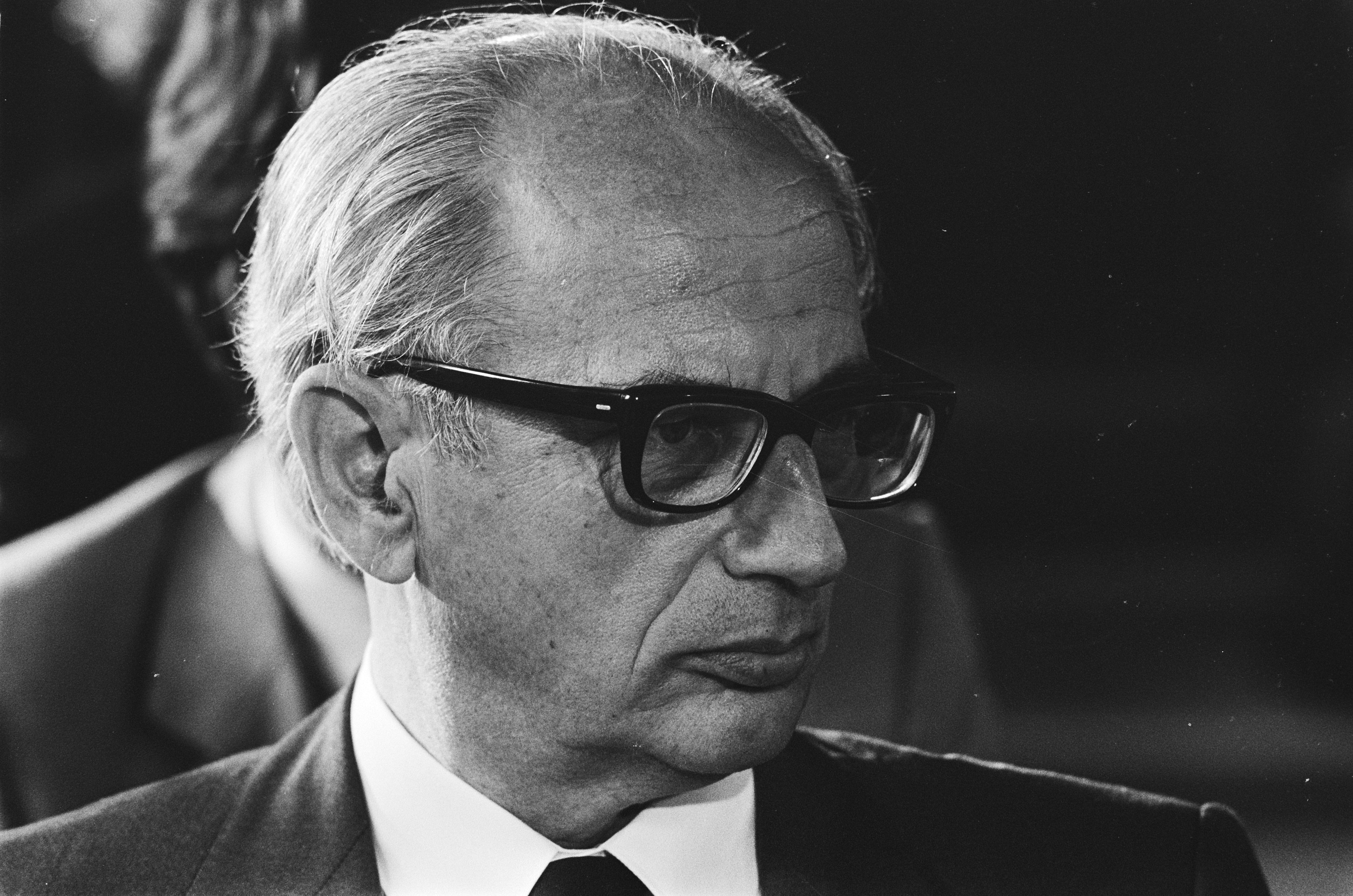
Professeur Karel van het Reve.

Karel van het Reve doit toutefois principalement sa réputation à ses qualités d’essayiste. Ses essais sont considérés par plusieurs comme les meilleurs de la littérature néerlandaise. Le style en est à la fois clair, pondéré, et souvent satiriquement naïf. Il reçoit en reconnaissance pour l’ensemble de ses essais le prix P.C. Hooft de 1981.
Le sujet principal de Reve est toujours la Russie ou, plus exactement, l’Union soviétique et son système. Depuis qu’il « perdit la foi » en ce système vers 1948, il devient un critique acerbe et un adversaire acharné du régime soviétique comme en fait foi le recueil Het geloof der kameraden (litt : La foi des camarades). Inspiré par Karl Popper, van het Reve met toute sa verve à démystifier idées et idéologies spécieuses sans rapport avec la réalité, telles celles de Marx, Freud et Darwin. 
Ses écrits et essais provoquent maintes fois la controverse parce qu’ils s’attaquent à des sujets tabous. Son plus célèbre, peut-être, est un article publié en 1987, initialement dans le NRC Handelsblad, et intitulé De ongelooflijke slechtheid van het opperwezen (litt : La mauvaise foi incroyable de l’Être suprême), attaque acerbe contre toutes les croyances et fois religieuses, en particulier contre le christianisme. Cet article provoque une tempête de réactions indignées. 

## Chroniques
- Dans les années 1970, Karel van het Reve publie sous le pseudonyme Henk Broekhuis, des chroniques dans le NRC Handelsblad, dans lesquelles, s’inspirant du Dictionnaire des idées reçues de Flaubert, il dissèque truismes et lieux communs. Celles-ci sont publiées par la suite en 1978 sous le titre Uren met Henk Broekhuis (litt : Quelques heures avec Henk Broekhuis).

- De 1979 à 1991, van het Reve participe à une chronique radiophonique du Wereldomroep dont certaines émissions furent rassemblées et publiées en 1995 sous le titre Luisteraars! (litt : Auditeurs)[3].

- De 1988 à 1996, il écrit une chronique bihebdomadaire pour Het Parool, intitulée Achteraf (litt : Après coup) qui parut sous le même titre en 1999.

- De 1963 à 1989, van het Reve publie des notes, pensées et anecdotes à titre d’ « extraits » dans le Hollands Maandblad. Certaines d’entre elles sont reprises comme « chapitre final » dans certains de ses recueils. Elles sont par la suite colligées dans un recueil intitulé Ik heb nooit iets gelezen en alle andere fragmenten (litt : Je n’ai jamais rien lu et tous les autres extraits) en 2003.

## Prix et récompenses
- Prix Dr Wijnaendts Francken (1971) pour Het geloof der kameraden

- Prix Martinus-Nijhoff (1979) pour ses traductions à partir de la langue russe, spécialement ses traductions de Tourgueniev

- Prix P.C. Hooft (1981) pour l’ensemble de ses essais

- Chevalier de l’Ordre du Lion néerlandais[4]

## Publications

### Spécialisées
- Goed en schoon in de Sovjetcritiek. Beschouwingen over de aesthetica van het Sovjetrussische marxisme (litt: Le bon et le beau dans la critique soviétique. Considérations sur l’esthétique du marxisme russe soviétique) (1954).

- Sovjet-annexatie der klassieken. Bijdrage tot de geschiedenis der marxistische cultuurbeschouwing (Litt : L’annexation soviétique des classiques. Contribution à l’histoire de la culture marxiste) (1954).

- Geschiedenis van de Russische literatuur. Van Vladimir de Heilige tot Anton Tsjechov (Litt : Histoire de la littérature russe. De saint Vladimir à Anton Tchékov) (1985).

### Essais
- De "ouderwetse roman" in Rusland (Litt : Le « roman démodé » en Russie). Discours prononcé lors de sa prise de fonction comme professeur de littérature slave à l’Université de Leyde le 18 octobre 1957 (reproduit par la suite dans Rusland voor beginners.).

- Rusland voor beginners (Litt: “La Russie pour débutants”). Dix dissertations sur la littérature (1962).

- Siberisch dagboek (Litt : Journal de Sibérie) (1966).

- Kanttekeningen bij Ton Regtien (Litt: Dessins de Ton Regtien)[5] (1969).

- Het geloof der kameraden. Kort overzicht van de communistische wereldbeschouwing (Litt: La foi des camarades. Court survol de la vision communiste du monde) (1969).

- Het Leerstuk van de Repressieve Tolerantie (Litt : Le dogme de la répression tolérante) (1969).

- Met twee potten pindakaas naar Moskou (Litt: Avec deux pots de beurre d’arachide à Moscou) (1970).

- Marius wil niet in Joegoslavië wonen. En andere stukken over cultuur, recreatie en maatschappelijk werk (Marius refuse de vivre en Yougoslavie et autres essais sur la culture, les loisirs et le travail communautaire) (1970).

- Lenin heeft echt bestaan (Litt: Lénine a vraiment existé) (1972).

- Uren met Henk Broekhuis (Litt: Quelques heures avec Henk Broekhuis) (1978).

- Literatuurwetenschap: het raadsel der onleesbaarheid (Litt: Littérature : l’énigme de l’illisibilité) (Conférence Huizinga, 1978).

- Een dag uit het leven van de reuzenkoeskoes (Litt : Une journée dans la vie du koeskoes géant) (1979).

- Discours de remerciement lors de la remise du prix P.C. Hooft, Muiderslot le 19 mai 1982.

- Freud, Stalin en Dostojevski (Litt : Freud, Staline et Dostoïevski) (1982).

- Afscheid van Leiden (Litt : Départ de Leyde) (1984).

- De leerboeken en ik (Litt : Les manuels et moi). Conférence prononcée à l’occasion du 150e anniversaire du Volters-Noordhoff de l’Oosterpoort de Groningue le 11 octobre 1986.

- De ongelooflijke slechtheid van het opperwezen (Litt: L’incroyable méchanceté de l’Être divin) (1987).

- Zie ook onder Mozes (Litt: Voir aussi sous Moïse.) Texte d'une conférence prononcée lors d'un symposium de l’Académie royale néerlandaise des Sciences sur l’analphabétisme culturel (1988).

- De ondergang van het morgenland (Litt : Le déclin de l’Orient) (1990).

- Waarom Russisch leren (Litt: Pourquoi apprendre le russe) (Allocution dans le cadre des conférences Alexandre Hegius, 1991).

- Een grote bruine envelop (Litt: Une grosse enveloppe brune) (Choix de ses propres textes, 1991).

- Luisteraars! (Litt: Auditeurs !) (1995).

- Apologie (1996).

- Achteraf (Litt: À postériori) (1999).

- Ik heb nooit iets gelezen en alle andere fragmenten (Litt: Je n’ai jamais rien lu et tous les autres extraits) (2003).

- Arnon Grunberg leest Karel van het Reve (Litt: Arnon Grunberg lit Karel van het Reve – florilège) (2004).

### Fiction
- Twee minuten stilte (Litt : Deux minutes de silence) (1959).

- Nacht op de kale berg (Litt : Une nuit sur le mont chauve) (1961).

- Fascistoïde drek. Een ware geschiedenis (Litt : Une crotte fascisante, une histoire vraie) (De Tweede Ronde, été 1980).

### Poésie
- Verbaast u dit, nuchtere lezer? Zevenentwintig limericks en een ballade (Litt : Est-ce que tu t’étonnes, lecteur réaliste ? Vingt-sept limericks et une balade) (1991).

### Divers
- Eenvoudig Russisch Leerboek (Manuel facile de russe) d’après G. Thier (1946).

- Russisch lees- en themaboek, bevattende teksten ter vertaling in en uit het Russisch voor beginners en gevorderden (Litt: Leçons et thèmes russes, comprenant des textes à traduire vers ou à partir du russe pour débutants et plus avancés) (1947).

- Rusland hoe het was. Een merkwaardige verzameling foto's van 80 jaar Rusland (1852-1932) (Litt: La Russie telle qu’elle fut. Un recueil remarquable de photos prises pendant 80 ans en Russie (1852-1932) (1976).

- Préface à “David Koker, Dagboek geschreven in Vught (1977)” (David Koker, Journal écrit à Vught 1977).

- Brieven over Tsjechow. (Lettres sur Tchekhov) Avec introduction de Robert Long. Échange de correspondance entre Dimitri Frenkel et Karel van het Reve (2000).

- U mag alles over mij schrijven (Vous pouvez écrire ce que vous voulez à mon sujet). Anthologie d’entrevues avec Karel van het Reve (2011).

### Œuvre complète
- Verzameld werk (Œuvre complète en 7 volumes), Amsterdam: G.A. Van Oorschot (2008-2011).

### Liber Amicorum
- Uren met Karel van het Reve. Liber amicorum (Quelques heures avec Karel van het Reve, Livre des amis) (1991) (Livre des amis publié à l’occasion du soixante-dixième anniversaire de Karel van het Reve, avec des textes de: Jan Willem Bezemer, J.M.A. Biesheuvel, H. Brandt Corstius, Maarten 't Hart, Rudy Kousbroek, Jean Pierre Rawie, Hans Ree, Annie M.G. Schmidt, Peter van Straaten, Hans van den Bergh, Jan Pen, Han Israëls, et autres.)